# Pestalotia elasticae
Pestalotia elasticae är en svampart som beskrevs av Koord. 1907. Pestalotia elasticae ingår i släktet Pestalotia och familjen Amphisphaeriaceae.   Inga underarter finns listade i Catalogue of Life.